# مینای گوشواره‌ای
مینای گوشواره‌ای نام علمی آن (Gracula religiosa) است و لینه جانورشناس معروف در سال ۱۷۵۸ میلادی این پرنده را در رده‌بندی خود وارد نمود. این پرنده نام‌های مختلف فراوانی دارد که عبارتند از: مینای گوشواره‌ای (تپه‌ای)، مینای سخنگو، مینای تپه‌ای شرقی، مینای تپه‌ای جنوبی، گراکل معمولی و گراکل جنوبی. این گونه از مناطق استوایی جنوب آسیا در هندوستان و سریلانکا گرفته تا کشور اندونزی پراکنده‌است و بیشتر در حاشیه جنگل‌ها و زمین‌های زراعی زندگی می‌کند و لانه خود را در شکاف درختان می‌سازد و هر بار ۲الی ۳ تخم می‌گذارد. مینای گوشواره‌ای جاوه و مینای گوشواره‌ای هندی بزرگ پیش از ممنوعیت واردات مینا از شایع‌ترین انواع مرغ مینا در فروشگاه‌های عرضه‌کننده حیوانات خانگی در ایالات متحده آمریکا بودند. برخی از انواع مینای گوشواره‌ای جزو حیوانات حمایت‌شده بوده و نمی‌توان آن‌ها را در هیچ‌یک از فروشگاه‌های عرضه‌کننده حیوانات خانگی در سراسر جهان مشاهده کرد. تمامی انواع مینای گوشواره‌ای جزو سردۀ گراکولا Gracula و گونه ریلیگیوسا religiosa می‌باشند و گونه گراکولا ریلیگیوسا Gracula religiosa در برگیرنده تمامی گونه‌های شایع مینا می‌باشد. البته به استثنای مینای گوشواره‌ای کوچک ومینای گوشواره‌ای نیاس به علت از بین رفتن درختان وتخریب محیط زیست این پرندگان تعداد مینای گوشواره‌ای روز به روز روبه کاهش نهاده و این پرندگان ناچار شده‌اند که به ارتفاعات پایین‌تر جهت زندگی مهاجرت نمایند.

## انواع مینای گوشواره‌ای
این گونه دارای دوازده نوع است که عبارتند از:
1. مینای گوشواره‌ای سیلانی
2. مینای گوشواره‌ای کوچک
3. مینای گوشواره‌ای هندی بزرگ
4. مینای گوشواره‌ای نپال
5. مینای گوشواره‌ای جزیره آندامان
6. مینای جزیره پالاوان
7. مینای گوشواره‌ای جزیره اینگانو
8. مینای گوشواره‌ای جاوه
9. مینای سومباوا
10. مینای گوشواره‌ای فلوریس
11. مینای گوشواره‌ای باتو
12. مینای گوشواره‌ای جزیره نیاس